# Dattapur Dhamangaon
Dhamangaon est une ville et un conseil municipal du district d'Amravati de l'État du Maharashtra, en Inde.

## Démographie
En 2011 d’après le recensement national indien, Dhamangaon comptait 22 430 habitants.
Les hommes constituent 51 % de la population et les femmes 49 %.
Dhamangaon a un taux moyen d'alphabétisation de 85 %, supérieur à la moyenne nationale de 59,5 % : l'alphabétisation des hommes est de 83 % et d'alphabétisation des femmes est de 88 %.
À Dhamangaon, 12 % de la population a moins de six ans.
Cette région dépend surtout du coton et des entreprises agricoles.